# 捍衛任務2：殺神回歸
《捍衛任務2：殺神回歸》（英語：John Wick: Chapter 2）是一部於2017年上映的美國新黑色動作驚悚片，由查德·史塔赫斯基執導，德瑞克·柯斯達編劇。本片為2014年電影《捍衛任務》的續集，以及《捍衛任務》系列的第二部電影作品。故事敘述繼前集的四天後，傳說殺手約翰·維克為了一名前同事而被迫脫離退休生活，而成為了殺手界的頭號通緝目標。為此，約翰打算前往羅馬面對來自世界各地的致命殺手。
電影主演包括基努·李維、凡夫俗子、勞倫斯·費許朋、里卡多·史卡馬西奧、露比·蘿絲、布麗姬·穆娜、伊恩·麥克夏恩和約翰·拉奎查莫。正式拍攝於2015年10月26日在紐約市開始進行。該片也是李維與費許朋繼《駭客任務》三部曲（1999年至2003年）後再度合作。
該片於2017年1月30日在洛杉磯首映，美國和臺灣定於2017年2月10日上映。《捍衛任務2：殺神回歸》獲得了普遍好評，主要受影評人及觀眾稱讚該片的動作編排、角色設計等元素皆維持了前集的水準。續集《捍衛任務3：全面開戰》於2019年推出。

## 劇情
在前殺手約翰·維克殺光維果和約謝夫·塔拉索夫一行人的四天後，約翰開始尋找自己遭到前者搶走的1969年福特野馬，並循跡發現車在維果的弟弟艾倫那裡。約翰在獲得艾倫根據地的門卡後隨即開車前往，並與艾倫的手下們展開飛車追逐及搏鬥，而艾倫也察覺到傳說中「殺神」的到來；在他打倒其手下後，約翰到艾倫的辦公室倒了兩杯酒給他，以示「和平」。接著約翰便開車回家，與自己在殺死維果後帶回家的「沒有取名」的狗見面。
到了早上，約翰通知了車廠的奧利歐前來，要他幫忙修好昨晚被嚴重撞毀的福特野馬，使得福特野馬被對方拖走。之後，約翰於晚上到地下室將自己昨晚的西裝、槍枝及殺手用具再度埋入地下室的地板；不久，義大利的犯罪集團「卡莫拉」二世祖-桑提諾·德安托紐前來探訪約翰。原來在幾年前，約翰為了「不可能完成的任務」而向桑提諾求助，幫助自己退出殺手界並與愛人海倫結婚，並以對方擬定了一份合約；該合約就是「標記」，這是一塊包含有約翰手指血印的血誓勳章，代表這是一個不可破壞的承諾。如今，桑提諾向約翰拿出了「標記」，要求對方為自己辦事，但約翰拒絕，因他已經「退休」。桑提諾離開後，拿出榴彈發射器摧毀了約翰的房子，以示約翰破壞了他們的承諾。接著，消防車馬上到來，警察吉米注意到倖存的約翰似乎打算重操舊業而罵了粗口。
倖存的約翰和小狗到了紐約大陸飯店與經理溫斯頓會面，溫斯頓提醒約翰，如果他拒絕了「標記」，他將違反黑社會的兩個不可破壞的「規定」。約翰思考了下決定遵守承諾，並到美術館會面了桑提諾。桑提諾指出，他要約翰前去刺殺自己的親姊姊吉安娜，因為吉安娜即將在羅馬接任「卡莫拉」在高層的大位，但自己卻又無法下手。使得不得不接受的約翰前往了羅馬，他在羅馬的大陸飯店與經理朱利厄斯見面，並訂做了新的防彈西裝、找侍酒師提供武器，在對方推薦下選擇了GLOCK34和GLOCK26手槍、AR-15突擊步槍、Benelli M4霰彈槍與最好的刀具作為武裝，並得知能從地道襲擊吉安娜。同時，桑提諾也派出了保鏢阿瑞斯監視著約翰。
在晚上，約翰滲透了吉安娜的慶祝派對，並在她獨自補妝時找到了對方。吉安娜面對約翰，她打算選擇自己的死亡，吉安娜泡在浴池中並用刀割了雙手腕，約翰理解了她的想法後握住她的手，為避免桑提諾藉口開脫，約翰在吉安娜斷氣後朝頭部補了一槍。在撤退的時候，約翰被吉安娜的首席保鏢卡西恩察覺，雙方開槍後，約翰邊殺保鑣邊前往地道準備離開，但又遭阿瑞斯及眾手下伏擊。
在殺光除了阿瑞斯外的保鑣後，約翰再度被卡西恩攻擊，雙方展開激烈交戰；兩人一路打到大陸酒店時，遭到朱利厄斯制止，因為酒店的規矩就是不得在此「做生意」。約翰和卡西恩只好到酒吧區去喝酒，而卡西恩仍表示自己將為吉安娜報仇並承諾會給予約翰一個痛快。卡西恩離開後，同樣在酒吧裡的阿瑞斯也向約翰表示會殺了他的不是卡西恩而是她。約翰回房間後，拿出手機想看妻子的影片，卻發現手機已經毀損，此時桑提諾打電話來表示自己為了姊姊仍不得不殺死約翰，沒等桑提諾說完約翰就掛斷了電話。
約翰回到紐約時，桑提諾開出了一個高達700萬美元的懸賞令，使得約翰在路上不斷遭到各路殺手襲擊。另一方面，溫斯頓要桑提諾註銷「標記」的承諾和收回對約翰的懸賞令，但桑提諾在註銷「標記」後仍不打算收回懸賞令。很快地，卡西恩與約翰一路追擊下，兩人在地鐵持刀交戰。最終約翰獲勝，但約翰仍留了卡西恩一命，他用刀刺進了卡西恩胸口的主動脈，一旦他馬上拔出刀便會失血過多而死。窮途末路的約翰透過地下鐵的流浪漢尋求包厘幫之王的幫助，包厘幫之王為了不讓桑提諾接管整個紐約而答應「給他一把M1911手槍」，但僅只有七顆子彈，並為此得知了桑提諾的位置。
在美術館中，約翰朝桑提諾拔槍攻擊，並一路追擊至充滿鏡像的房間中。桑提諾的保鑣死光後，約翰又解決了阿瑞斯及帶來的手下，而桑提諾則逃到了大陸飯店。約翰猜到他可能躲的地方後馬上追上。當身為會員的桑提諾打算一直待在酒店內保護自己時，儘管溫斯頓上前警告，但約翰仍開槍將桑提諾爆頭殺死。完事後，約翰向接待員沙隆領取了對方自願照顧的小狗，之後便回到了被燒得殘破不堪的住宅，尋找著已成灰燼的妻子遺物。
第二天，沙隆開車接約翰與溫斯頓在中央公園見面，溫斯頓告訴約翰，「卡莫拉」將桑提諾發出的任務賞金加倍了，並且他因打破酒店規矩而遭到逐出會員資格，與酒店有關的服務將不再對約翰開放。並表示基於友誼，他將給予約翰一小時的時間離開，一小時後，約翰將遭到全球的殺手及相關人士的通緝。溫斯頓還給了約翰一個「標記」，以備將來使用。在離開之前，約翰請溫斯頓發出一個訊息，他會殺死任何前來殺自己的人。最後，人們接獲到約翰的懸賞令，包括奧利歐及朱利厄斯；約翰在離開公園時懸賞令的訊息開始傳到各個殺手的手機上，在接連不斷的手機鈴聲中約翰開始意識到街上的人們可能都是殺手，於是神情緊繃並開始奔跑，帶著小狗一同展開逃亡。

## 演員
| 演員                                 | 角色                                      | 備註                                                   |
| ------------------------------------ | ----------------------------------------- | ------------------------------------------------------ |
| 基努·李維 Keanu Reeves               | 強納森·「約翰」·維克 Jonathan "John" Wick | 退休殺手，其名字令人聞風喪膽，且關於其傳說皆被淡化過。 |
| 里卡多·史卡馬西奧 Riccardo Scamarcio | 桑提諾·德安托紐 Santino D'Antonio         | 義大利的犯罪集團領導，強迫約翰重出江湖。               |
| 克勞蒂亞·潔里尼 Claudia Gerini       | 吉安娜·德安托紐 Gianna D'Antonio          | 桑提諾的姊姊，卡莫拉的繼承者。                         |
| 伊恩·麥克夏恩 Ian McShane            | 溫斯頓 Winston Scott                      | 紐約大陸飯店的管理者兼經理，相當賞識約翰。             |
| 露比·蘿絲 Ruby Rose                  | 阿瑞斯 Ares                               | 桑提諾手下的啞巴保鏢。                                 |
| 凡夫俗子 Common                      | 卡西恩 Cassian                            | 吉安娜的首席保鏢，擁有致命的身手。                     |
| 勞倫斯·費許朋 Laurence Fishburne     | 包厘幫之王 The Bowery King                | 約翰的舊識，地下犯罪集團幫主，掌管著紐約市的流浪漢。   |
| 藍斯·瑞迪克 Lance Reddick            | 沙隆 Charon                               | 紐約大陸飯店的接待員。                                 |
| 彼得·斯特曼 Peter Stormare           | 艾倫·塔拉索夫 Abram Tarasov               | 維果的弟弟，俄羅斯黑幫老大。                           |
| 布麗姬·穆娜 Bridget Moynahan         | 海倫·維克 Helen Wick                      | 約翰已過世的妻子。                                     |
| 佛朗哥·尼羅 Franco Nero              | 朱利厄斯 Julius                           | 羅馬大陸酒店的經理。                                   |
| 約翰·拉奎查莫 John Leguizamo         | 奧利歐 Aureilo                            | 奧利歐拆車廠的負責人。                                 |

此外，湯瑪斯·薩多斯基飾演吉米（Jimmy），知曉約翰身分的員警。尤瑪·迪亞基迪和彼得·賽拉費諾威茲分別飾演露西亞（Lucia）和侍酒師（The Sommelier），羅馬大陸酒店的接待員和武器專家。托比亞斯·席格飾演厄爾（Earl），包厘幫成員。卓克·伊烏哲飾演阿科尼（Mr. Akoni），高桌會的欠債人。前大相撲力士山本山龍太客串飾演一名殺手。

## 製作
2015年2月，導演查德·史塔赫斯基和大衛·雷奇透露，《捍衛任務》的續集正在計劃中。同月，獅門影業的首席執行長強·費瑟莫在電話會議中發表了一個聲明，他證實將打造一系列《捍衛任務》動作電影。此外，據報導，德瑞克·柯斯達將會回歸撰寫劇本。2015年5月，獅門影業證實他們會在即將到來的坎城影展上公開會賣電影。會上宣布，基努·李維、雷奇和史塔赫斯基都將於2015年秋季回歸參與本片的製作。2015年10月，歌手兼演員的凡夫俗子加入劇組飾演女性犯罪組織的領導者，而伊恩·麥克夏恩確認回歸本集繼續詮釋大陸飯店的神秘主人溫斯頓。2015年11月，布麗姬·穆娜、約翰·拉奎查莫、湯瑪斯·薩多斯基和藍斯·瑞迪克被證實再次回歸飾演自己在前集的角色，而新加入的演員包括露比·蘿絲、里卡多·史卡馬西奧與彼得·史托馬。2015年12月，宣布勞倫斯·費許朋也於片中參演。

### 拍攝
電影正式於2015年10月26日在紐約市開拍。拍攝的第一週結束前，也在曼哈頓進行過。其他取景地包括義大利。

## 發行
電影由頂峰娛樂定於2017年2月10日在美國上映。並於2017年1月30日在位於洛杉磯的聚光燈好萊塢上首映。
在英國，電影被英國電影分級委員會評為15級（15 certificate）。

### 評價
《捍衛任務2：殺神回歸》整體獲得的評價以正面居多。爛番茄基於283條評論，持有89%的新鮮度，平均得分7.4／10；該網站共識：「《捍衛任務2：殺神回歸》做到了一部續集應該要有的--在這種情況下，意味著不停加倍、驚人的動作編排，這使與前集相當的樂趣。」而在Metacritic上則得分75，代表「整體良好的評價」。據CinemaScore調查，觀眾的反應在A+至F間落於「A-」。

### 票房
在美國和加拿大，《捍衛任務2：殺神回歸》與《樂高蝙蝠俠電影》和《格雷的五十道陰影：束縛》共同上映和競爭，估計能從首週末獲得2000萬美元的票房，並在2月10日上映首日獲得1100萬美元的佳績，排名第三，而奈·沙馬蘭的《分裂》則緊追在後。美國首週末票房總計3000萬美元，為前集的首週末票房的兩倍，並位居當週票房排名第三。
台灣方面，最終票房為新台幣8400萬元。

## 續集
2016年10月，查德·史塔赫斯基透露，第三部作品已在計劃中。2017年5月，史塔赫斯基透露，第三部的劇本已完成一半，最快可望於今年年底或明年初開拍。2017年9月，獅門將第三部電影排定於2019年5月17日在美國上映。

## 外部連結
- 互联网电影数据库（IMDb）上《捍衛任務2：殺神回歸》的资料（英文）
- 爛番茄上《捍衛任務2：殺神回歸》的資料（英文）
- Box Office Mojo上《捍衛任務2：殺神回歸》的資料（英文）
- AllMovie上《捍衛任務2：殺神回歸》的资料（英文）
- Metacritic上《捍衛任務2：殺神回歸》的資料（英文）
- 開眼電影網上《捍衛任務2：殺神回歸》的資料（繁體中文）
- 豆瓣电影上《捍衛任務2：殺神回歸》的資料 （简体中文）
- 时光网上《捍衛任務2：殺神回歸》的資料（简体中文）